# ヨハン・ブレーク
ヨハン・ブレーク（Yohan Blake、1989年12月26日 - ）は、ジャマイカの陸上競技選手、2011年世界陸上競技選手権大会男子100m金メダリスト。男子100mのジャマイカジュニア記録保持者である。日本語ではヨハン・ブレイクとも呼ばれる。
100m9秒69の自己記録は2022年6月現在、ウサイン・ボルトに次ぐ世界歴代2位タイ記録、200m19秒26の自己記録もウサイン・ボルトに次ぐ世界歴代2位の記録である。レーサーズトラッククラブに所属し、ウサイン・ボルトとダニエル・ベイリーの練習パートナーを務め、ともにグレン・ミルズの指導を受けている。

## 経歴
ブレイクはセント・ジェームズ教区に生まれた。スパニッシュ・タウンにあるセント・ジャゴ高校に通った。2007年4月、ブレイクはタークス・カイコス諸島で行われたカリブ海貿易自由協定競技大会で100m10秒11のジャマイカジュニア記録を樹立した。この大会では200mをも制したほか、4×100mリレー・4×400mリレーにもメンバーとして出場し大会記録を更新して優勝を飾った。2009年5月、ブレイクはニューヨークで行われたリーボックグランプリ100mBで優勝した。同7月には、ローマで行われたIAAFゴールデンリーグのゴールデンガラに出場し9秒96を記録して、19歳196日時点に10秒の壁を当時の史上最年少で突破。タイソン・ゲイ、アサファ・パウエルに次ぐ3位に入った。
ブレイクは2009年世界陸上競技選手権大会前の7月に行われたジャマイカ国内のドーピング検査で、同国のマービン・アンダーソンらと共に興奮剤（4-メチル-2-ヘキサンアミン）の陽性反応を示した。ジャマイカ反ドーピング連盟（JADCO）が組織する裁定委員会は、検出された薬物が世界アンチ・ドーピング機関の指定禁止薬物リストに記載されていないことを理由に、ブレイクに対してドーピング違反の判断をすぐに下さなかった。しかしながらJADCOは指定禁止薬物ツアミノヘプタン（tuaminoheptane）に似た構造の薬物を摂取しないように選手が自制すべきであるとした。委員会の裁定は世界選手権後に下される予定であったためにジャマイカ陸連はブレイクらを同選手権の代表から外した。2009年9月、ブレイクと3名の選手に3ヶ月の出場停止処分が下された。
2011年8月28日、ブレイクは2011年世界陸上競技選手権大会男子100mで決勝まで勝ち進んだ。決勝はチームメイトのボルトがフライング判定を受け失格となり、9秒92の記録でウォルター・ディックスらを下して優勝を飾り世界選手権の金メダルを獲得した。同9月4日、男子4×100メートルリレー決勝に第3走者として出場し、37秒04の世界新記録で優勝した。世界選手権後の9月8日、ブレイクはヴェルトクラッセチューリッヒ100mに出場して9秒82の記録で優勝。9月16日にブリュッセルで行われたIAAFダイヤモンドリーグ最終戦のメモリアルヴァンダム200mでは、スタートのリアクションタイムが出場選手9人の中で最も遅い0秒269であったが、世界歴代2位となる19秒26を記録し優勝した。同12月、ブレイクはジャマイカ陸上連盟(JAAA)により、2011年のジャマイカ最優秀選手に選ばれた。
2012年6月29日、ブレイクは100mでボルトに勝利してジャマイカのオリンピック選考会を突破し、同8月5日のロンドンオリンピック100m決勝では、ボルトに次ぐ9秒75（自己ベストタイ）で銀メダルを獲得した。続く8月9日の200mでもボルトに敗れ銀メダル。8月11日の4×100mリレー決勝では第3走者として出場し、36秒84の世界新記録で金メダルを獲得した。
2013年4月、ジャマイカで行われた大会の100mでハムストリングスを痛めてしまう。前回大会100mを制しているため2013年世界陸上競技選手権大会同種目の出場権は既に持っており、ジャマイカ選手権（選考大会）などを欠場して回復に努めた。しかし、このまま出場しても良いパフォーマンスが期待できないとして、7月に世界選手権の欠場を発表した。
2014年5月、世界リレーに出場し、怪我のため代表に選ばれなかったボルトに代わり4×100mリレーと4×200mリレーのアンカーを務めた。4×200mリレーでは決勝で1分18秒63をマークし、1994年にカール・ルイス擁するサンタモニカトラッククラブが樹立した1分18秒68の世界記録を0秒05更新して優勝すると、4×100mリレーも制して2冠を達成した。幸先の良いシーズンのスタートを切ったように見えたが、6月14日のIAAFダイヤモンドリーグ第6戦のアディダスグランプリ100mは10秒21（-1.9）の2位、7月3日のIAAFダイヤモンドリーグ第7戦のアスレティッシマ200mでは20秒48（+1.2）の6位と惨敗すると、7月11日のIAAFダイヤモンドリーグ第9戦のグラスゴー大会100mでハムストリングスを再び痛めてしまう。後日手術を受けて松葉杖生活を送ることになり、シーズンの残りは欠場となった。
2015年6月、2015年世界陸上競技選手権大会に出場するためジャマイカ選手権100mに出場するも、10秒36（-1.3）の準決勝全体9位で決勝に進めず、2011年大会以来の世界選手権出場は叶わなかった。
2016年4月16日、100mで今季世界最高記録および2012年以来の9秒台となる9秒95（+1.4）をマーク。7月のジャマイカ選手権は100m準決勝を9秒95（+0.4）で突破すると、決勝は当初フライングの判定が下ったが、抗議の結果判定が覆り9秒95（+0.7）で優勝。200mは予選で20秒29（+1.0）、決勝は20秒29（-1.5）と、両ラウンドで2013年以降の自己最高記録をマークして優勝し、4年ぶりにスプリント2冠を達成した（ボルトは怪我のため100m決勝と200m予選を棄権）。同年8月19日、リオデジャネイロオリンピックに4×100mリレーの2走で出場、チームは金メダルを獲得した。
2017年8月4日、ブレイクは2017年世界陸上競技選手権大会・男子100mの予選に出場、組2着で準決勝進出をする。
8月5日、準決勝組1着で決勝進出を果たし、3大会ぶりの世界選手権で雪辱を果たすが、決勝では3位のボルトに0秒04届かず、前年のオリンピック決勝と同じ結果になった。8月12日、男子4×100mリレーでは、決勝のみ3走として出場したが、アンカーのボルトが左足を痛めたため途中棄権。5大会連続金メダルだけでなく、メダル獲得にも届かなかった。
100mで9秒69、200mで19秒26というベスト記録を持っているが、2013年の故障以降は個人種目のメダル獲得はない。

## 人物・エピソード
- 貧困家庭出身。空き缶を集めて売って学費を稼いだり、家に水がないため遠くからバケツに入った水を頭に置いて運ぶなどの生活を送っていた[30]。
- 2011年に「ヨハン・ブレイク財団（YB Afraid Foundation）」を設立。キングストン郊外に寄宿舎を建設し、貧困家庭の子供や孤児たちにスポーツや勉強などの学ぶ場を提供している[30]。
- 練習の鬼として知られ、他の選手が休んでいる中でも一人黙々と凄い形相で練習をしている。そんなブレイクもマイケル・ジャクソンが亡くなった時は1週間練習を休んだという[31]。
- かつてはビースト（野獣）の愛称を持っていた。名付け親はウサイン・ボルトで、レポーターたちに「奴はトレーニングでビーストになるんだ」と言っていたのが定着したという[32]。しかし、2016年にビーストの愛称を返上した[33]。
- 趣味はクリケット。16歳の時に陸上競技をメインにするまでクリケットもやっていたことから[34]、現在も暇さえあればクリケットをするほど大好きで、自宅にはクリケットのボーリングマシーンがある。将来は29歳で陸上競技を辞め、クリケットの選手になる計画を立てている[35]。

## 自己記録
- 60m：6秒75（2008年2月1日）
- 100m：9秒69（-0.1m/s）（2012年8月23日、世界歴代2位）
- 200m：19秒26 （+0.7m/s）（2011年9月16日、世界歴代2位）
- 400m：46秒32（2013年3月23日）
- 4×100mリレー：36秒84（2012年8月11日、世界記録）
- 4×200mリレー：1分18秒63（2014年5月24日、世界記録）

## 主な成績
| 年   | 大会                                                   | 場所               | 順位   | 種目      | 記録             | 備考                   |
| ---- | ------------------------------------------------------ | ------------------ | ------ | --------- | ---------------- | ---------------------- |
| 2005 | 世界ユース陸上競技選手権大会                           | マラケシュ         | 7位    | 100m      | 10秒65（+0.8）   |                        |
| 2005 | 世界ユース陸上競技選手権大会                           | マラケシュ         | 予選   | メドレーR | 1分54秒47（1走） |                        |
| 2006 | 中央アメリカ・カリブジュニア 陸上競技選手権大会（U20） | ポートオブスペイン | 1位    | 100m      | 10秒33（+1.5）   |                        |
| 2006 | 中央アメリカ・カリブジュニア 陸上競技選手権大会（U20） | ポートオブスペイン | 1位    | 200m      | 21秒02（+1.4）   |                        |
| 2006 | 中央アメリカ・カリブジュニア 陸上競技選手権大会（U20） | ポートオブスペイン | 1位    | 4×100mR   | 40秒49（4走）    |                        |
| 2006 | 世界ジュニア陸上競技選手権大会                         | 北京               | 3位    | 100m      | 10秒42（-0.5）   |                        |
| 2006 | 世界ジュニア陸上競技選手権大会                         | 北京               | 1位    | 4×100mR   | 39秒05（4走）    |                        |
| 2007 | パンアメリカンジュニア 陸上競技選手権大会              | サンパウロ         | 2位    | 100m      | 10秒34（-1.1）   |                        |
| 2007 | パンアメリカンジュニア 陸上競技選手権大会              | サンパウロ         | 決勝   | 4×100mR   | DNF（4走）       |                        |
| 2007 | パンアメリカンジュニア 陸上競技選手権大会              | サンパウロ         | 3位    | 4×400mR   | 3分06秒17（4走） |                        |
| 2008 | 世界ジュニア陸上競技選手権大会                         | ビドゴシチ         | 4位    | 100m      | 10秒51（-0.8）   |                        |
| 2008 | 世界ジュニア陸上競技選手権大会                         | ビドゴシチ         | 2位    | 4×100mR   | 39秒25（4走）    |                        |
| 2011 | 世界陸上競技選手権大会                                 | 大邱               | 1位    | 100m      | 9秒92（-1.4）    | 最年少金メダリスト記録 |
| 2011 | 世界陸上競技選手権大会                                 | 大邱               | 1位    | 4×100mR   | 37秒04（3走）    | 世界記録               |
| 2012 | ロンドンオリンピック                                   | ロンドン           | 2位    | 100m      | 9秒75（+1.5）    | 自己ベストタイ         |
| 2012 | ロンドンオリンピック                                   | ロンドン           | 2位    | 200m      | 19秒44（+0.4）   |                        |
| 2012 | ロンドンオリンピック                                   | ロンドン           | 1位    | 4×100mR   | 36秒84（3走）    | 世界記録               |
| 2014 | 世界リレー                                             | ナッソー           | 1位    | 4×100mR   | 37秒77（4走）    |                        |
| 2014 | 世界リレー                                             | ナッソー           | 1位    | 4×200mR   | 1分18秒63（4走） | 世界記録               |
| 2016 | リオデジャネイロオリンピック                           | リオデジャネイロ   | 4位    | 100m      | 9秒93（+0.2）    |                        |
| 2016 | リオデジャネイロオリンピック                           | リオデジャネイロ   | 準決勝 | 200m      | 20秒37（-0.2）   |                        |
| 2016 | リオデジャネイロオリンピック                           | リオデジャネイロ   | 1位    | 4×100mR   | 37秒27（2走）    |                        |
| 2017 | 世界リレー                                             | ナッソー           | 予選   | 4×100mR   | DNF（4走）       |                        |
| 2017 | 世界リレー                                             | ナッソー           | 3位    | 4×200mR   | 1分21秒09（4走） |                        |
| 2017 | 世界陸上競技選手権大会                                 | ロンドン           | 4位    | 100m      | 9秒99（-0.8）    |                        |
| 2017 | 世界陸上競技選手権大会                                 | ロンドン           | 準決勝 | 200m      | 20秒52（-0.3）   |                        |
| 2017 | 世界陸上競技選手権大会                                 | ロンドン           | 決勝   | 4×100mR   | DNF（3走）       |                        |
| 2018 | コモンウェルスゲームズ                                 | ゴールドコースト   | 3位    | 100m      | 10秒19（+0.8）   |                        |
| 2018 | コモンウェルスゲームズ                                 | ゴールドコースト   | 3位    | 4×100mR   | 38秒35（4走）    |                        |
| 2018 | IAAFコンチネンタルカップ                               | オストラヴァ       | 8位    | 100m      | 11秒99           |                        |
| 2018 | IAAFコンチネンタルカップ                               | オストラヴァ       | 1位    | 4×100mR   | 38秒05（3走）    |                        |
| 2019 | 世界陸上競技選手権大会                                 | ドーハ             | 5位    | 100m      | 9秒97（+0.6）    |                        |
| 2019 | 世界陸上競技選手権大会                                 | ドーハ             | 準決勝 | 200m      | 20秒37（-0.1）   |                        |
| 2019 | 世界陸上競技選手権大会                                 | ドーハ             | 予選   | 4×100mR   | 38秒15（3走）    |                        |